# GRIA3
GRIA3またはGluA3、GluR3（glutamate ionotropic receptor AMPA type subunit 3）は、ヒトではGRIA3遺伝子にコードされるタンパク質である。

## 機能
グルタミン酸受容体は哺乳類の脳における主要な興奮性神経伝達物質受容体であり、さまざまな正常な神経生理学的過程で活性化される。これらの受容体は複数のサブユニットからなるヘテロマーであり、各サブユニットが膜貫通領域を持ち、全てのサブユニットが配置されることでリガンド依存性イオンチャネルが形成される。グルタミン酸受容体は薬理学的アゴニストの差異に基づいて分類されており、GluA3はAMPA受容体ファミリーに属する。GRIA3遺伝子の選択的スプライシングによっていくつかの異なるアイソフォームが産生され、これらはシグナル伝達の性質が異なる可能性がある。

## 相互作用
GluA3はGRIP1、PICK1と相互作用することが示されている。

## RNA編集
いくつかのイオンチャネルや神経伝達物質受容体のpre-mRNAはADARの基質となり、A→IのRNA編集を受ける。基質にはグルタミン酸受容体ではAMPA受容体サブユニットGlu2、GluA3、GluA4、カイニン酸受容体サブユニットGluK1、GluK2が含まれる。グルタミン酸依存性イオンチャネルは4つのサブユニットから構成され、各サブユニットがポアループ構造に寄与している。ポアループ構造はカリウムチャネルにみられるもの（ヒトKv1.1チャネルなど）と関連している。ヒトのKv1.1チャネルのpre-mRNAもA→Iの編集を受ける。
GluA3をコードするpre-mRNAは1か所が編集される。このR/G編集部位はM3領域とM4領域の間のエクソン13に位置し、アミノ酸769番残基に対応する。編集によってコドンがアルギニン（AGA）からグリシン（GGA）へ変化する。この部位はリガンド相互ドメインに位置し、選択的スプライシングによって導入されるflip/flop部位から38アミノ酸上流に位置している。GluA3のflip型とflop型はどちらも、編集後・未編集の双方の状態のものが存在する。編集のための相補性配列（editing complementary sequence、ECS）はエクソンに近接したイントロンに位置し、その配列には5'スプライス部位が含まれている。予測される二本鎖RNA形成領域の長さは30塩基対である。編集の標的となるアデノシン残基は二本鎖RNA構造形成時にミスマッチとなるが、編集を受けることでマッチするようになる。一方、GluA3のQ/R部位の配列はGluA2と類似しているが、GluA3ではこの部位の編集は生じない。GluA3でQ/R部位の編集が起こらないのは、二本鎖の形成に必要なイントロン配列が存在しないためである。
GluA3のR/G部位の編集はラットでも保存されている。ラットの脳でのGluA3の編集は胚段階では低レベルであるが、出生時に大きく増加する。ヒトでは、GluA3の転写産物の80–90%が編集を受けている。
R/G部位の編集によって、脱感作状態からのより迅速な回復が可能になる。この部位が未編集のグルタミン酸受容体は回復が遅く、編集によって迅速な刺激に対する持続的な応答が可能となる。この部位では編集とスプライシングのクロストークが存在するようである。編集はスプライシングに先んじて行われる。すべてのAMPA受容体は選択的プライシングによってflip型とflop型が生じるが、Flop型のAMPA受容体はflip型よりも早く脱感作が生じる。編集はこの部位のスプライシングに影響を与えていると考えられている。

## 関連文献
- “Ca2+ permeability of KA-AMPA--gated glutamate receptor channels depends on subunit composition”. Science 252 (5007):  851–3. (1991). Bibcode: 1991Sci...252..851H. doi:10.1126/science.1709304. PMID 1709304.
- “Human glutamate receptor hGluR3 flip and flop isoforms: cloning and sequencing of the cDNAs and primary structure of the proteins”. Biochim. Biophys. Acta 1219 (2):  563–6. (1994). doi:10.1016/0167-4781(94)90090-6. PMID 7918660.
- “Autoantibodies to glutamate receptor GluR3 in Rasmussen's encephalitis”. Science 265 (5172):  648–51. (1994). Bibcode: 1994Sci...265..648R. doi:10.1126/science.8036512. PMID 8036512.
- “Differential regional distribution of AMPA receptor subunit messenger RNAs in the human spinal cord as visualized by in situ hybridization”. Neuroscience 75 (3):  901–15. (1997). doi:10.1016/0306-4522(96)00321-1. hdl:10261/112658. PMID 8951883.
- “The AMPA receptor GluR2 C terminus can mediate a reversible, ATP-dependent interaction with NSF and alpha- and beta-SNAPs”. Neuron 21 (1):  99–110. (1998). doi:10.1016/S0896-6273(00)80518-8. PMID 9697855.
- “Novel anchorage of GluR2/3 to the postsynaptic density by the AMPA receptor-binding protein ABP”. Neuron 21 (3):  581–91. (1998). doi:10.1016/S0896-6273(00)80568-1. PMID 9768844.
- “The AMPA receptor interacts with and signals through the protein tyrosine kinase Lyn”. Nature 397 (6714):  72–6. (1999). Bibcode: 1999Natur.397...72H. doi:10.1038/16269. PMID 9892356.
- “Candidate gene analysis in Rett syndrome and the identification of 21 SNPs in Xq”. Am. J. Med. Genet. 90 (1):  69–71. (2000). doi:10.1002/(SICI)1096-8628(20000103)90:1<69::AID-AJMG12>3.0.CO;2-W. PMID 10602120.
- “A phylogenetic analysis reveals an unusual sequence conservation within introns involved in RNA editing”. RNA 6 (2):  257–69. (2000). doi:10.1017/S1355838200991921. PMC 1369911. PMID 10688364.
- “Granzyme B proteolysis of a neuronal glutamate receptor generates an autoantigen and is modulated by glycosylation”. J. Immunol. 166 (3):  1433–8. (2001). doi:10.4049/jimmunol.166.3.1433. PMID 11160179.
- “[Linkage analysis and mutation detection of GRIA3 in Smith--Fineman--Myers syndrome]”. Yi Chuan Xue Bao 28 (11):  985–90. (2001). PMID 11725645.
- “The PDZ proteins PICK1, GRIP, and syntenin bind multiple glutamate receptor subtypes. Analysis of PDZ binding motifs”. J. Biol. Chem. 277 (18):  15221–4. (2002). doi:10.1074/jbc.C200112200. PMID 11891216.
- “Interaction between GRIP and liprin-alpha/SYD2 is required for AMPA receptor targeting”. Neuron 34 (1):  39–52. (2002). doi:10.1016/S0896-6273(02)00640-2. PMID 11931740.
- “Flip and flop splice variants of AMPA receptor subunits in the spinal cord of amyotrophic lateral sclerosis”. Synapse 45 (4):  245–9. (2002). doi:10.1002/syn.10098. PMID 12125045.
- “Generation and initial analysis of more than 15,000 full-length human and mouse cDNA sequences”. Proc. Natl. Acad. Sci. U.S.A. 99 (26):  16899–903. (2003). Bibcode: 2002PNAS...9916899M. doi:10.1073/pnas.242603899. PMC 139241. PMID 12477932.
- “Human T cells express a functional ionotropic glutamate receptor GluR3, and glutamate by itself triggers integrin-mediated adhesion to laminin and fibronectin and chemotactic migration”. J. Immunol. 170 (8):  4362–72. (2003). doi:10.4049/jimmunol.170.8.4362. PMID 12682273.
- “Protein phosphatase 2C binds selectively to and dephosphorylates metabotropic glutamate receptor 3”. Proc. Natl. Acad. Sci. U.S.A. 100 (26):  16006–11. (2004). Bibcode: 2003PNAS..10016006F. doi:10.1073/pnas.2136600100. PMC 307683. PMID 14663150.
- “Glutamatergic plasticity by synaptic delivery of GluR-B(long)-containing AMPA receptors”. Neuron 40 (6):  1199–212. (2004). doi:10.1016/S0896-6273(03)00722-0. PMID 14687553.